# Comes
|  | Per a altres significats, vegeu «Comes (desambiguació)». |

Comes (en plural comites) era un rang romà que inicialment equivalia a 'company' per distingir-lo de socius ('soci'). En els seus orígens era el que formava part d'un comitatus, nom que es donava als seguidors d'una autoritat, una cohors amicorum, o grup d'amics acompanyants.

## Història
El títol es va convertir en una denominació que s'aplicava als funcionaris de la Cort Imperial, com a signe de la confiança de l'emperador. Es va convertir en un títol oficial, derivat dels Companys d'Alexandre el Gran, càrrec que es pot considerar equivalent al de Paladí a la cort del rei Carlemany, o al de Comte palatí als regnes germànics.
Durant la República Romana, segons Ciceró, la paraula s'aplicava als «companys de viatge», als membres del seguici i acompanyants d'un magistrat quan era nomenat governador d'una província, i formaven part de la seva escorta i del seu consell personal. A principis de l'Imperi indicava als que acompanyaven a l'emperador o a membres de la seva família. Els emperadors romans van instituir la pràctica de nomenar pels càrrecs de confiança a servidors fidels. Això ja s'havia fet per exemple en els nomenaments de Prefecte del pretori, que sempre eren càrrecs de confiança, dins del cercle de l'emperador. Quan l'administració de l'Imperi va créixer, la descentralització va necessitar nous càrrecs i així va aparèixer el "comes".
Ocupaven càrrecs de tota mena, a l'exèrcit i a l'administració pública, i mantenien un contacte directe amb l'emperador. Constantí I el Gran els va instituir com a governadors provincials i el càrrec es donava a persones de la cort properes a l'emperador. Per voluntat dels propis emperadors s'encarregaven de diversos oficis dins l'administració cortesana i també com a dirigents de províncies, «comtes palatins» si eren de palau i «comtes provincials» si eren de província.
Constantí va organitzar els comites en donar-los diferents funcions, que van evolucionar amb el temps. La Notitia Dignitatum, escrita al segle v, descriu les categories dels comites, encara que la llista no és exhaustiva.

### A la Cort de l'emperador
- comes dispositorum, adjunt al poderós magister officiorum (Mestre dels Oficis), encarregat d'organitzar l'agenda de l'emperador i de preparar la correspondència.
- comes domesticorum, un vir illustris que era el principal dels domestici, un cos de guardaespatlles de l'emperador que vivien al palau imperial. Hi havia dos comandants amb aquest nom: el comes domesticorum equitum, cap de la cavalleria, i el comes domesticorum peditum, per la infanteria.
- comes privatae largitionis (comte de la prodigalitat privada), que tenia al càrrec part dels diners particulars de l'emperador, i estava supeditat al comte següent.
- comes rerum privatarum, un important funcionari responsable de les propietats privades de l'emperador i de la seva família. Administrava els seus béns i cobrava les rendes, dipositades en una gran part a l'Erari, el tresor públic. Una part d'aquests diners els administrava el comes privatae largitionis
- comes sagrarum largitionum (comte de la sagrada prodigalitat), era el gestor de les finances imperials. Controlava totes les seques, cadascuna gestionada per un procurador. Tenia també sota les seves ordres als recaptadors d'impostos de les províncies senatorials, els drets de duana i els impostos sobre la terra. Controlava també als responsables dels rendiments de les mines. Elaborava els pressupostos de les obres públiques i dels subministraments de l'exèrcit, i els proporcionava els uniformes. Sota seu hi havia:
  - comes auri, el funcionari responsable de l'or.
  - comes sacrae vestis, el Protovestiari o encarregat de l'armari de la roba de l'emperador.
  - tres comites largitionum, els administradors financers d'Itàlia, Àfrica i Il·líria.
  - comes cormerciorum, per l'Il·líria.
  - comes metallorum per Illyricum, responsable de les mines d'or d'aquella regió.

Excepcionalment el governador s'anomenava comes, per exemple l'encarregat de la Diòcesi d'Àsia, que controlava tots els governadors d'aquesta gran i estratègica regió sotmesa a l'Imperi, però que en realitat estava sotmès al praefectus praetorio Orientis. Aquests comes eren els 

### Comes rei militaris
Els comes rei militaris tenien funcions exclusivament militars, i eren els comandants dels Comitatenses. Estaven per damunt dels Dux bellorum, però de rang inferior al Magister Militum. La Notitia Dignitatum anomena sis càrrecs amb aquest nom:
- comes Italiae
- comes Africae, que comandava els comitatenses a l'Àfrica romana
- comes Tingitaniae, a la Mauritània Tingitana
- comes Tractus Argentoratensis, comandava forces a la Gàl·lia, al territori de l'actual Alsàcia.
- comes Britanniarum a Britànnia.
- comes Litoris Saxonici per Britanniam, vigilava la costa saxona a França i a Britànnia.

També hi havia un comes Hispaniarum, responsable de la defensa d'Hispània.
A mesura que augmentava el nombre de comites, aquest càrrec va perdre importància, i es van introduir diversos nivells als càrrecs, de primer, segon i tercer ordre. Quan més tard van derivar en el càrrec de governants locals, van originar els comtes.